# 金河镇 (盐源县)
金河镇，原为金河乡，是中华人民共和国四川省凉山彝族自治州盐源县下辖的一个乡镇级行政单位。2020年6月，撤乡设镇。

## 行政区划
金河镇下辖以下地区：
温泉村、得力铺村、松树坪村、田坝村、麦地沟村、干海子村和深沟村。